# Laodike (Tochter des Antiochos IV.)
Laodike (altgriechisch Λαοδίκη Laodíkē) war eine Tochter des Seleukidenkönigs Antiochos IV.
Herakleides, ein vertriebener früherer Finanzminister, führte sie 153 v. Chr. zusammen mit ihrem angeblichen Bruder Alexander I. Balas nach Rom, um sie beim Senat als Kandidaten auf den seleukidischen Thron gegen Demetrios I. Soter durchzusetzen. Die Reise war für Alexander Balas und Laodike erfolgreich; ihnen wurde als Kinder eines Verbündeten der Römer durch Senatsbeschluss die Heimkehr mit kriegerischer Unterstützung gestattet. Vielleicht wurde Laodike später Gattin des Mithridates V. von Pontos; dann hätte sie ihm den späteren erbitterten Römerfeind Mithridates VI. von Pontos geboren, der seine Mutter nach kurzer gemeinsamer Herrschaft im Kerker zu Tode foltern oder vergiften ließ (von F. Stähelin (s. Lit.) wird diese Hypothese bezweifelt).